# Protéines d'homologie Ena/Vasp
 (signalé en août 2025).
Si vous disposez d'ouvrages ou d'articles de référence ou si vous connaissez des sites web de qualité traitant du thème abordé ici, merci de compléter l'article en donnant les références utiles à sa vérifiabilité et en les liant à la section « Notes et références ».
- Archive Wikiwix
- Bing
- Cairn
- DuckDuckGo
- E. Universalis
- Gallica
- Google
- G. Books
- G. News
- G. Scholar
- Persée
- Qwant
- (zh) Baidu
- (ru) Yandex
- (wd) trouver des œuvres sur Wikidata

 (octobre 2023).
La mise en forme du texte ne suit pas les recommandations de Wikipédia : il faut le « wikifier ».
Les points d'amélioration suivants sont les cas les plus fréquents. Le détail des points à revoir est peut-être précisé sur la page de discussion.
- Les titres sont pré-formatés par le logiciel. Ils ne sont ni en capitales, ni en gras.
- Le texte ne doit pas être écrit en capitales (les noms de famille non plus), ni en gras, ni en italique, ni en « petit »…
- Le gras n'est utilisé que pour surligner le titre de l'article dans l'introduction, une seule fois.
- L'italique est rarement utilisé : mots en langue étrangère, titres d'œuvres, noms de bateaux, etc.
- Les citations ne sont pas en italique mais en corps de texte normal. Elles sont entourées par des guillemets français : « et ».
- Les listes à puces sont à éviter, des paragraphes rédigés étant largement préférés. Les tableaux sont à réserver à la présentation de données structurées (résultats, etc.).
- Les appels de note de bas de page (petits chiffres en exposant, introduits par l'outil «  Source ») sont à placer entre la fin de phrase et le point final[comme ça].
- Les liens internes (vers d'autres articles de Wikipédia) sont à choisir avec parcimonie. Créez des liens vers des articles approfondissant le sujet. Les termes génériques sans rapport avec le sujet sont à éviter, ainsi que les répétitions de liens vers un même terme.
- Les liens externes sont à placer uniquement dans une section « Liens externes », à la fin de l'article. Ces liens sont à choisir avec parcimonie suivant les règles définies. Si un lien sert de source à l'article, son insertion dans le texte est à faire par les notes de bas de page.
- La présentation des références doit suivre les conventions bibliographiques. Il est recommandé d'utiliser les modèles {{Ouvrage}}, {{Chapitre}}, {{Article}}, {{Lien web}} et/ou {{Bibliographie}}. Le mode d'édition visuel peut mettre en forme automatiquement les références.
- Insérer une infobox (cadre d'informations à droite) n'est pas obligatoire pour parachever la mise en page.

Pour une aide détaillée, merci de consulter Aide:Wikification.
Si vous pensez que ces points ont été résolus, vous pouvez retirer ce bandeau et améliorer la mise en forme d'un autre article.
Les protéines d'homologie ENA/VASP ou protéines EVH sont une famille de protéines étroitement apparentées impliquées dans la motilité cellulaire chez les vertébrés et les invertébrés. Les protéines EVH sont des protéines modulaires qui participent à la polymérisation de l'actine et aux interactions avec d'autres protéines. À l'intérieur de la cellule, les protéines Ena/VASP se trouvent au bord avant des lamellipodes et à l'extrémité des filopodes[1]. Ena, le membre fondateur de la famille, a été découvert lors d'un criblage génétique chez la drosophile pour trouver des mutations qui agissent comme des dominants négatifs de la tyrosine kinase non réceptrice abl. Les invertébrés ont un homologue de l'Ena, tandis que les mammifères en ont trois, nommés Mena, VASP et Evl.
Les protéines Ena/VASP favorisent la polymérisation de l'actine régulée dans l'espace, nécessaire à une chimiotaxie efficace en réponse à des signaux de guidage attractifs et répulsifs. Les souris dépourvues de copies fonctionnelles des trois membres de la famille présentent des phénotypes pléiotropes, notamment l'exencéphalie, l'œdème, l'absence de formation de neurites et la létalité embryonnaire.
Un sous-domaine de l'EVH est le domaine EVH1.

## VASP
La phosphoprotéine stimulée par les vasodilatateurs (VASP) possède un domaine protéique de tétramérisation de 45 résidus de long qui régule la dynamique de l'actine dans le cytosquelette. Cette régulation est vitale pour des processus tels que l'adhésion et la migration cellulaires.

## Fonction
Les protéines Ena/VASP sont des protéines régulatrices du cytosquelette d'actine. Les protéines Ena/VASP sont souvent présentes dans les structures d'actine dynamiques telles que les filopodes et les lamellipodes, mais leur fonction précise dans leur formation est controversée. Les protéines Ena/VASP restent liées de manière processive aux extrémités barbelées (+) en croissance des filaments d'actine. Elles favorisent l'élongation des filaments d'actine en délivrant de l'actine monomérique aux extrémités barbelées (+) et en protégeant ces extrémités de la protéine de coiffe F-actine.

## Structure
Le domaine de tétramérisation a une structure hélicoïdale alpha droite.